# 얘르벤패
얘르벤패(핀란드어: Järvenpää [ˈjærʋemˌpæː][*], 스웨덴어: Träskända)는 핀란드 우시마 지역에 위치한 도시로, 면적은 39.94km2, 인구는 38,993명(2012년 기준), 인구 밀도는 1,038.43명/km2이며 헬싱키에서 북쪽으로 37km 정도 위치한다.
1951년 투술라에서 분리된 뒤부터 크게 성장했으며 1967년 시로 승격되었다.

## 같이 보기
- 케라바
- 포르나이넨